# NGC 4778
NGC 4778 (również NGC 4759B, PGC 43757 lub HCG 62A) – galaktyka soczewkowata znajdująca się w gwiazdozbiorze Panny. Wraz z sąsiednimi galaktykami NGC 4776, NGC 4761 i NGC 4764 należy do zwartej grupy Hickson 62 (HCG 62) i jest najjaśniejszą galaktyką w tej grupie. Grupa Hickson 62 znajduje się w odległości około 200 milionów lat świetlnych od Ziemi i jest częścią większej grupy galaktyk LGG 313.
NGC 4778 wraz z NGC 4776 stanowi parę nakładających się na siebie (z perspektywy obserwatora na Ziemi) galaktyk skatalogowaną w New General Catalogue jako NGC 4759. Parę tę odkrył William Herschel 25 marca 1786 roku, jednak widział on ją w swoim teleskopie jako pojedynczy obiekt. John Herschel jako pierwszy dostrzegł, że są to dwa obiekty podczas obserwacji z 5 maja 1836 roku.
NGC 4778 ma aktywne jądro o niskiej jasności. Prawdopodobnie galaktyka ta powstała w wyniku niedawnego zderzenia i połączenia się galaktyk.
Mimo pozornej bliskości na niebie galaktyki NGC 4778 i NGC 4776 prawie na pewno nie oddziałują grawitacyjnie ze sobą. Spora różnica ich prędkości oddalania się od Słońca świadczy o tym, że mogą być od siebie oddalone nawet o 35 milionów lat świetlnych. NGC 4778 prawdopodobnie oddziałuje grawitacyjnie z inną galaktyką z grupy Hickson 62 – NGC 4761.